# Robin Croker
Robin Croker (Melbourne, 10 maggio 1954) è un ex pistard britannico.

## Palmarès

### Olimpiadi
- 1 medaglia:
  - 1 bronzo (Montréal 1976 nell'inseguimento a squadre)